# Tuffi ai XVII Giochi asiatici - Piattaforma 10 metri maschile
La competizione dei tuffi dalla piattaforma 10 metri maschile dei XVII Giochi asiatici si è disputata il 3 ottobre 2014 presso il Centro Acquatico Munhak Park Tae-hwan, di Incheon, in Corea del Sud. La gara si è svolta in due turni (preliminare e finale), in ognuno dei quali l'atleta ha eseguito una serie di sei tuffi.

## Programma
| Data           | Ora (UTC+9) | Turno       |
| -------------- | ----------- | ----------- |
| 3 ottobre 2014 | 12:00       | Preliminari |
| 3 ottobre 2014 | 16:00       | Finale      |

## Risultati

### Preliminare
| Class | Atleta          | Nazione        | Tuffi | Tuffi | Tuffi | Tuffi  | Tuffi | Tuffi  | Totale |
| Class | Atleta          | Nazione        | 1     | 2     | 3     | 4      | 5     | 6      | Totale |
| ----- | --------------- | -------------- | ----- | ----- | ----- | ------ | ----- | ------ | ------ |
| 1     | Yang Jian       | Cina           | 89.25 | 79.90 | 92.75 | 99.00  | 88.20 | 104.55 | 553.65 |
| 2     | Qiu Bo          | Cina           | 96.25 | 91.00 | 91.80 | 100.80 | 77.70 | 91.20  | 548.75 |
| 3     | Kim Yeong-nam   | Corea del Sud  | 72.00 | 76.80 | 75.60 | 76.50  | 65.10 | 91.80  | 457.80 |
| 4     | Ooi Tze Liang   | Malaysia       | 65.60 | 76.80 | 67.50 | 74.25  | 76.50 | 76.80  | 437.45 |
| 5     | Yu Okamoto      | Giappone       | 67.20 | 76.50 | 80.00 | 62.40  | 71.40 | 73.80  | 431.30 |
| 6     | Woo Ha-ram      | Corea del Sud  | 75.60 | 76.50 | 76.80 | 47.60  | 91.80 | 54.25  | 422.55 |
| 7     | Kazuki Murakami | Giappone       | 76.80 | 67.20 | 79.20 | 64.75  | 39.10 | 78.40  | 405.45 |
| 8     | Hyon Il-myong   | Corea del Nord | 72.00 | 72.00 | 57.80 | 34.20  | 78.40 | 64.80  | 379.20 |
| 9     | Ri Hyon-ju      | Corea del Nord | 70.40 | 51.80 | 66.30 | 90.00  | 68.40 | 29.75  | 376.65 |
| 10    | Chew Yiwei      | Malaysia       | 63.00 | 65.60 | 42.90 | 68.80  | 23.80 | 62.40  | 326.50 |

### Finale
| Class   | Atleta          | Nazione        | Tuffi | Tuffi | Tuffi  | Tuffi | Tuffi  | Tuffi  | Totale |
| Class   | Atleta          | Nazione        | 1     | 2     | 3      | 4     | 5      | 6      | Totale |
| ------- | --------------- | -------------- | ----- | ----- | ------ | ----- | ------ | ------ | ------ |
| Oro     | Qiu Bo          | Cina           | 84.00 | 96.25 | 102.00 | 91.80 | 105.45 | 96.90  | 576.40 |
| Argento | Yang Jian       | Cina           | 84.00 | 90.10 | 75.25  | 84.60 | 86.40  | 106.60 | 526.95 |
| Bronzo  | Woo Ha-ram      | Corea del Sud  | 86.40 | 76.50 | 78.40  | 90.10 | 93.60  | 74.40  | 499.40 |
| 4       | Kim Yeong-nam   | Corea del Sud  | 66.00 | 70.40 | 86.40  | 85.00 | 69.75  | 75.60  | 453.15 |
| 5       | Kazuki Murakami | Giappone       | 76.80 | 72.00 | 75.60  | 69.00 | 76.50  | 76.80  | 446.70 |
| 6       | Hyon Il-myong   | Corea del Nord | 75.00 | 76.80 | 69.70  | 73.80 | 70.40  | 75.60  | 441.30 |
| 7       | Ooi Tze Liang   | Malaysia       | 78.40 | 72.00 | 70.50  | 29.70 | 85.00  | 78.40  | 414.00 |
| 8       | Chew Yiwei      | Malaysia       | 69.00 | 67.20 | 72.60  | 76.80 | 44.20  | 76.80  | 406.60 |
| 9       | Ri Hyon-ju      | Corea del Nord | 67.20 | 53.65 | 76.50  | 82.80 | 77.40  | 42.00  | 399.55 |
| 10      | Yu Okamoto      | Giappone       | 76.80 | 76.50 | 24.00  | 72.00 | 47.60  | 82.80  | 379.70 |